# Ölfus
Ölfus (pełna nazwa Sveitarfélagið Ölfus)  – gmina w południowo-zachodniej Islandii, nad Oceanem Atlantyckim, w regionie Suðurland. Wschodnią granicę gminy stanowi rzeka Ölfusá. Gmina Hveragerði tworzy enklawę na terenie gminy Ölfus. Zamieszkuje ją 2,1 tys. mieszk. (2018) - najwięcej w siedzibie gminy Þorlákshöfn (1651 mieszk.). Jedyną większą osadą jest jeszcze Árbæjarhverfi (74 mieszk.). 

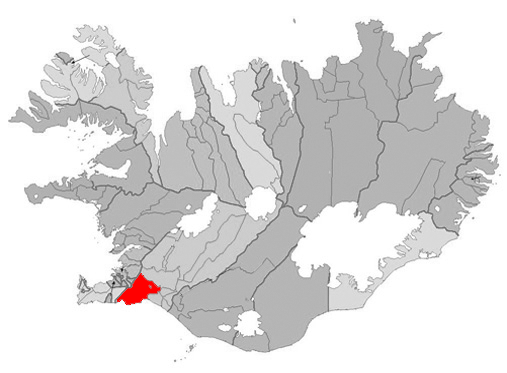
Położenie gminy Ölfus na mapie administracyjnej kraju

Gmina powstała w 1989 z połączenia gmin Ölfushreppur i Selvogshreppur. 